# Романизация Маккьюна — Райшауэра
Романизация Маккьюна — Райшауэра — одна из наиболее часто встречающихся систем записи корейского алфавита латиницей. Была официальной системой романизации корейского языка в Республике Корея до принятия Новой романизации в 2000 году. Модифицированный вариант романизации Маккьюна-Райшауэра является официальной системой записи слов на латинице в КНДР.
Система была создана в 1937 году двумя американцами: Джорджем Маккьюном и Эдвином Райшауэром (англ. Edwin O. Reischauer). За некоторыми исключениями в этой романизации хангыль интерпретируется не по написанию, а по звучанию. Южнокорейский вариант романизации использовался в качестве официальной системы в Южной Корее с 1984 по 2000. Ещё одна распространённая система — Йельская романизация — используется в основном в специальной лингвистической литературе.

## Характеристики и критика
Некоторые специалисты полагают, что романизация Маккьюна — Райшауэра более удобна для тех, кто пишет латиницей. К примеру, придыхательные согласные, такие как «p'», «k'» и «t'» отличаются от непридыхательных с помощью апострофа, что интуитивно понятно европейцам. Апостроф также используется для различения связки ᆫᄀ от ᆼᄋ, к примеру: 전금 → chŏn’gŭm и 정음 → chŏngŭm).
Критики системы Маккьюна — Райшауэра заявляют, что люди часто забывают диакритические знаки над o (어) и u (으) и пишут o и u, что может привести к путанице, так как латинское o в этой системы используется для 오, а u — для 우. Также легко можно пропустить апострофы, которые отличают придыхательные ㅋ, ㅌ, ㅍ и ㅊ от непридыхательных ㄱ, ㄷ, ㅂ и ㅈ. Защитниками системы Маккьюна — Райшауэра приводится аргумент, что людям, незнакомым с корейским произношением, будет легко его восстановить по романизированным словам.
Однако недостатки системы привели к тому, что южнокорейское правительство приняло в качестве официальной Новую романизацию. Критики Новой романизации утверждают, что в ней трудно отличить 어 и 으, и что она иногда некорректно транскрибирует непридыхательные согласные. Так, в отличие от Новой романизации, система Маккьюна — Райшауэра всегда фонетически правильно указывала на невозможность звонкого согласного в начале слова. С принятием же Новой романизации были изменены написания, например, географических пунктов во многих европейских языках, начиная с английского. В результате такая фонетически правильная транскрипция г. Пусан как Pusan превратилась в Busan, что автоматически читается всеми англоязычными как Бусан. Такому переименованию подверглось значительное число корейских географических объектов.
Несмотря на принятие Новой романизации в Южной Корее, система Маккьюна — Райшауэра по-прежнему широко используется в западной литературе.

## Таблица системы Маккьюна — Райшауэра
В таблицу сведены правила системы Маккьюна — Райшауэра по транскрибированию букв хангыля на латинице.

### Гласные
- ㅏ a
- ㅑ ya
- ㅓ ŏ
- ㅕ yŏ
- ㅗ o
- ㅛ yo
- ㅜ u
- ㅠ yu
- ㅡ ŭ
- ㅣ i
- ㅘ wa
- ㅝ wŏ
- ㅐ ae
- ㅔ e (после ㅏ и ㅗ записывается как ё)
- ㅚ oe
- ㅟ wi
- ㅢ ŭi
- ㅙ wae
- ㅞ we
- ㅒ yae
- ㅖ ye

### Согласные
|                    |       | Начальная согласная | Начальная согласная | Начальная согласная | Начальная согласная | Начальная согласная | Начальная согласная | Начальная согласная | Начальная согласная | Начальная согласная | Начальная согласная | Начальная согласная | Начальная согласная | Начальная согласная | Начальная согласная |
| ------------------ | ----- | ------------------- | ------------------- | ------------------- | ------------------- | ------------------- | ------------------- | ------------------- | ------------------- | ------------------- | ------------------- | ------------------- | ------------------- | ------------------- | ------------------- |
|                    |       | ㅇ                  | ㄱ K                | ㄴ N                | ㄷ T                | ㄹ (R)              | ㅁ M                | ㅂ P                | ㅅ S                | ㅈ CH               | ㅊ CH'              | ㅋ K'               | ㅌ T'               | ㅍ P'               | ㅎ H                |
| Конечная согласная | ㅇ NG | NG                  | NGG                 | NGN                 | NGD                 | NGN                 | NGM                 | NGB                 | NGS                 | NGJ                 | NGCH'               | NGK'                | NGT'                | NGP'                | NGH                 |
| Конечная согласная | ㄱ K  | G                   | KK                  | NGN                 | KT                  | NGN                 | NGM                 | KP                  | KS                  | KCH                 | KCH'                | KK'                 | KT'                 | KP'                 | KH                  |
| Конечная согласная | ㄴ N  | N                   | N’G                 | NN                  | ND                  | LL                  | NM                  | NB                  | NS                  | NJ                  | NCH'                | NK'                 | NT'                 | NP'                 | NH                  |
| Конечная согласная | ㅂ T  | D                   | TK                  | NN                  | TT                  | NN                  | NM                  | TP                  | TS                  | TCH                 | TCH'                | TK'                 | TT'                 | TP'                 | TH                  |
| Конечная согласная | ㄹ L  | R                   | LG                  | LL                  | LD                  | LL                  | LM                  | LB                  | LS                  | LJ                  | LCH'                | LK'                 | LT'                 | LP'                 | RH                  |
| Конечная согласная | ㅁ M  | M                   | MG                  | MN                  | MD                  | MN                  | MM                  | MB                  | MS                  | MJ                  | MCH'                | MK'                 | MT'                 | MP'                 | MH                  |
| Конечная согласная | ㅂ P  | B                   | PK                  | MN                  | PT                  | MN                  | MM                  | PP                  | PS                  | PCH                 | PCH'                | PK'                 | PT'                 | PP'                 | PH                  |

Примечание: ㅇ в начале слога не произносится.
В случае выбора между g или k, b или p, d или t и j или ch, нужно использовать g, b, d или j если согласная звонкая и k, p, t или ch — если глухая.

### Примеры
Простые примеры:
- 부산 pusan
- 못하다 mothada
- 먹다 mŏkta
- 먹었다 mŏgŏtta

Примеры со слиянием согласных:
- 연락 yŏllak
- 한국말 han’gungmal
- 먹는군요 mŏngnŭn’gunyo
- 역량 yŏngnyang
- 십리 simni
- 같이 kach’i
- 않다 ant’a

## Северокорейский вариант
В северокорейском варианте придыхательные согласные не отмечаются апострофом. Вместо этого после них ставится «h», например, 평안 (Пхёнан) пишется как Phyongan, а не P’yŏngan.

## Южнокорейский вариант
В южнокорейском варианте, 시 записывается как shi, а не si, как и 샤, 셔 и так далее. Изначально система Маккьюна — Райшауэра предполагает использование sh только в слоге 쉬 (shwi).
ㅝ записывается как wo, а не wŏ.
Для различения ᆫᄀ и ᆼᄋ используется не апостроф, а дефис. Таким образом, апострофы используются только для обозначения придыхания.
Кроме того, иногда в начале слога опускается ㅎ, например 직할시 (直轄市; «город центрального подчинения») записывается как chik’alshi, а не chikhalsi.